# Polytretus cribripennis
Polytretus cribripennis är en skalbaggsart som beskrevs av Charles Joseph Gahan 1893. Polytretus cribripennis ingår i släktet Polytretus och familjen långhorningar. Inga underarter finns listade i Catalogue of Life.